# Leptocoelotes
Leptocoelotes es un género de arañas araneomorfas pertenecientes a la familia Agelenidae. Se encuentra en el este de Asia.

## Especies
Según The World Spider Catalog 12.0:
- Leptocoelotes edentulus (Wang & Ono, 1998)
- Leptocoelotes pseudoluniformis (Zhang, Peng & Kim, 1997)